# تاكويا شيمامورا
تاكويا شيمامورا (باليابانية: 島村 拓弥) (6 مارس 1999 في بيزين في اليابان – )؛ هو لاعب كرة قدم سابق كان يلعب كلاعب وسط.

## وصلات خارجية
- تاكويا شيمامورا على موقع رابطة كرة القدم اليابانية للمحترفين (اليابانية)
- تاكويا شيمامورا على موقع قاعدة بيانات كرة القدم.إي يو (الإنجليزية)
- تاكويا شيمامورا على موقع Soccerway.com (الإنجليزية)
- تاكويا شيمامورا على موقع عالم كرة القدم.نت (الإنجليزية)